# Kamianské
Kamianské (en ucraniano: Кам'янське) es una ciudad ucraniana perteneciente al óblast de Dnipropetrovsk. Situada en el centro del país, es el centro del raión de Kamianské y del municipio (hromada) homónimo.La ciudad ha sido un importante centro industrial y cultural en la región durante más de un siglo, siendo la tercera ciudad en tamaño del óblast de Dnipropetrovsk (tras Dnipró y Krivói Rog).

## Toponimia
Hasta el año 1939 la ciudad era conocida como Kamianské, pero la Unión Soviética rebautizo la ciudad como Dniprodzerzhinsk (en ucraniano: Дніпродзержинськ, romanizado: Dniprodzerzhynsk), en honor al revolucionario bolchevique Félix Dzerzhinski. El 19 de mayo de 2016, la Rada Suprema votó a favor de cambiar el nombre de una serie de poblaciones en Ucrania para eliminar todo nombre ligado al comunismo y de esta manera, la ciudad volvió a denominarse como Kamianské.
El nombre del lugar en otros idiomas de importancia local es Kamenskoye (en ruso: Каменское) y anteriormente conocida como Dneprodzerzhinsk (en ruso: Днепродзержинск).

## Geografía
Kamianské está situada a orilla del río Dniéper, a 28 kilómetros al este de Dnipró. 

### Biodiversidad
Kamianské cuenta con una rica biodiversidad que ha evolucionado a lo largo de los siglos. La ciudad se encuentra en la confluencia de varios ecosistemas, lo que ha permitido la presencia de una gran variedad de especies animales y vegetales.
En la región de Kamianské, se pueden encontrar una gran variedad de especies de aves, como el cernícalo, el milano real, la lechuza común, el mirlo común y el jilguero europeo. Además, la ciudad es el hogar de varias especies de mamíferos, como el zorro común, la ardilla roja, la liebre europea y el tejón europeo. En cuanto a la flora, la región de Kamianské cuenta con una gran variedad de especies de plantas, incluyendo robles, fresnos, álamos, sauces y abedules. También hay una gran cantidad de plantas herbáceas, como la hierba de San Juan, la camomila, la milenrama y la violeta común.
En los ríos y lagos de la región, se pueden encontrar varias especies de peces, como la carpa común, el lucio europeo, la trucha común y el barbo común. Además, los ríos y lagos son el hogar de varias especies de crustáceos y moluscos. La región de Kamianské también es conocida por sus marismas y humedales, que son importantes para la conservación de la biodiversidad. En estas áreas, se pueden encontrar varias especies de aves acuáticas, como el ánade real, la garza real, el cormorán grande y la focha común. Además, los humedales son el hogar de varias especies de reptiles, como la víbora común y la lagartija común. Sin embargo, la biodiversidad de Kamianské se encuentra amenazada por la actividad humana, como la contaminación del aire y del agua, la deforestación y la urbanización. Además, la caza furtiva y la pesca ilegal también representan una amenaza para la fauna local.
Para proteger la biodiversidad de Kamianské, se han llevado a cabo varias iniciativas de conservación y restauración de hábitats naturales. Por ejemplo, se han establecido áreas protegidas como parques naturales y reservas de vida silvestre, donde se llevan a cabo actividades de educación y concienciación sobre la importancia de la conservación de la biodiversidad.

### Clima
Kamianské tiene un clima continental húmedo, caracterizado por veranos calurosos e inviernos fríos. La temperatura media en julio es de alrededor de 22 grados Celsius, mientras que en enero la temperatura media es de -6 grados Celsius. La ciudad recibe una precipitación anual de alrededor de 600 mm, siendo los meses más lluviosos de mayo a julio. También es común la presencia de nieve en los meses de invierno. Debido a su ubicación geográfica, Kamianské está expuesta a fuertes vientos que soplan desde el este y el oeste. En general, el clima de Kamianské es adecuado para el crecimiento de una gran variedad de plantas y para la presencia de una diversidad de especies animales.

## Historia
La historia de Kamianské se remonta al siglo XVIII, cuando se fundó un pequeño asentamiento en la orilla del río Dniéper. La primera evidencia escrita de asentamiento en el territorio de Kamianske apareció en 1750. En ese momento, los pueblos de Romankove y Kamianské, que forman la ciudad moderna, formaban parte del Nuevo Sich de los cosacos de Zaporiyia. Durante los siguientes años, el asentamiento se convirtió en un importante centro comercial y de transporte debido a su ubicación estratégica en la ruta comercial del río Dniéper. 
En 1887-1889, accionistas polacos, belgas y franceses construyeron la planta metalúrgica del Dniéper en terrenos adquiridos a una sociedad rural, lo que impulsó el crecimiento de la ciudad y convirtió a Kamiaské en un importante centro industrial.
En la guerra civil rusa (1918-1920), Kamianské se convirtió en escenario de hostilidades entre diversas fuerzas de las Potencias Centrales, el Ejército Rojo y Ejército Blanco. Hasta 1923, Kamianske siguió siendo parte del condado de Yekaterinoslav de la gobernación de Yekaterinoslav. En 1923, Kamianske se convirtió en el centro del distrito como parte de los distritos de Yekaterinoslav y más tarde de Dnipropetrovsk. 
La Universidad Técnica de Kamianské fue fundada en 1920 y en 1935 se inauguró el tranvía.
Durante la Segunda Guerra Mundial, Kamianské fue ocupada por las fuerzas alemanas y sufrió graves daños. Más tarde existió en la ciudad el campo de prisioneros de guerra 315 para prisioneros de guerra alemanes de la guerra (los enfermos graves fueron atendidos en el Hospital de Prisioneros de Guerra 5807). Sin embargo, la ciudad fue reconstruida en los años siguientes y continuó su desarrollo como centro industrial. 
En la década de 1960, Kamianské se convirtió en el centro de la industria química en Ucrania. Se construyeron numerosas fábricas de productos químicos y plásticos, lo que llevó a un aumento en la población y el desarrollo económico de la ciudad. El 11 de agosto de 1979, dos aviones de Aeroflot chocaron cerca del asentamiento de Kurílivka, matando a las 178 personas a bordo (incluidos casi todos los jugadores del FC Pajtakor Tashkent). Durante la década de 1980, Kamianské se convirtió en un importante centro cultural en la región: se construyeron varios teatros y museos, y la ciudad se convirtió en un centro de la educación superior y la investigación científica.
Tras el intento de golpe de Estado en la Unión Soviética en 1991, Ucrania declaró su independencia y Kamianské se convirtió en parte de la nueva república. Durante los siguientes años, la ciudad experimentó un declive económico y social debido a la desindustrialización y la falta de inversión. El 2 de julio de 1996 se produjo un grave accidente de tranvía en la ciudad, en el que murieron 34 personas, cuando un tranvía abarrotado descarriló a gran velocidad en una colina empinada. La causa fue una falla de los frenos.
Hasta el 18 de julio de 2020, Kamianské sirvió como ciudad de importancia regional. El estatus fue abolido en julio de 2020 como parte de la reforma administrativa de Ucrania, que redujo el número de raiones del óblast de Dnipropetrovsk a siete. La ciudad se fusionó con el raión de Kamianské.
Durante la invasión rusa de Ucrania, casi 12.000 personas de la ciudad y sus alrededores fueron evacuadas temporalmente debido a las hostilidades activas el 8 de abril de 2022. El 1 de septiembre, el número había aumentado a 35.000 personas.

## Demografía
Kamianské cuenta con una población de alrededor de 225,000 habitantes. La ciudad tiene una densidad de población de aproximadamente 3.000 habitantes por kilómetro cuadrado y es una de las ciudades más pobladas de la región. La evolución de la población de Kamianské entre 1911 y 2022 fue la siguiente:
| 35 500                                                        | 34 000 | 147 800 | 194 000 | 227 000 | 250 120 | 281 925 | 255 841 | 249 530 | 249 600 | 241 500 | 235 500 | 226 611 |
| (Fuente: Cities & Towns of Ukraine y UKRAINE: Größere Städte) |        |         |         |         |         |         |         |         |         |         |         |         |

Según el censo de 2001, el 82,05% de la población son ucranianos y el 15,7% son rusos. En cuanto al idioma, la lengua materna de la mayoría de los habitantes, el 64,85%, es el ucraniano; del 34,47%, el ruso.
En cuanto a la edad, la población de Kamianské es relativamente joven, con una mediana de edad de alrededor de 40 años. La población de la ciudad está compuesta principalmente por adultos jóvenes y personas mayores, mientras que la población infantil y adolescente es menor en comparación. En términos de género, la población de Kamianské está relativamente equilibrada, con una ligera mayoría de mujeres. Según las estadísticas, hay alrededor de 107 mujeres por cada 100 hombres en la ciudad.

## Economía
La economía de Kamianské se basa principalmente en la industria y la agricultura. La ciudad cuenta con una gran cantidad de fábricas y plantas, que emplean a una gran cantidad de residentes locales. Además, la agricultura es una actividad económica importante en la región, y muchas personas trabajan en la producción de cultivos y la cría de ganado. En cuanto a la vivienda, Kamianské cuenta con una variedad de opciones de vivienda, desde apartamentos en edificios de gran altura hasta casas unifamiliares en los suburbios de la ciudad. La mayoría de los residentes viven en apartamentos de una o dos habitaciones en edificios de gran altura.

### Industria siderúrgica
La industria siderúrgica sigue siendo uno de los principales motores de la economía de Kamianské. La ciudad alberga la Planta de Acero de Kryvorizhstal, una de las mayores plantas siderúrgicas de Ucrania y de Europa. La producción de acero, hierro y productos relacionados es esencial para la economía local, proporcionando empleo a miles de residentes y contribuyendo significativamente a los ingresos de la ciudad. La exportación de productos de acero a nivel nacional e internacional sigue siendo una fuente importante de ingresos para la región.

### Energía y recursos naturales
Además de la industria siderúrgica, Kamianské cuenta con una presa hidroeléctrica en el río Dniéper, que genera electricidad para la ciudad y la región circundante. El control de los recursos naturales, como la energía hidroeléctrica, ha sido fundamental para la economía de Kamianské. La generación de energía también ha atraído inversión y ha impulsado el desarrollo de la infraestructura energética en la ciudad.

### Agricultura
La región de Kamianské cuenta con tierras agrícolas fértiles que han impulsado la agricultura en la zona. La producción de cultivos como el trigo, el maíz y el girasol es una parte significativa de la economía local. La agricultura, además de proporcionar empleo en la ciudad y sus alrededores, contribuye a la producción de alimentos en Ucrania y su exportación a mercados internacionales.

## Infraestructura

### Educación

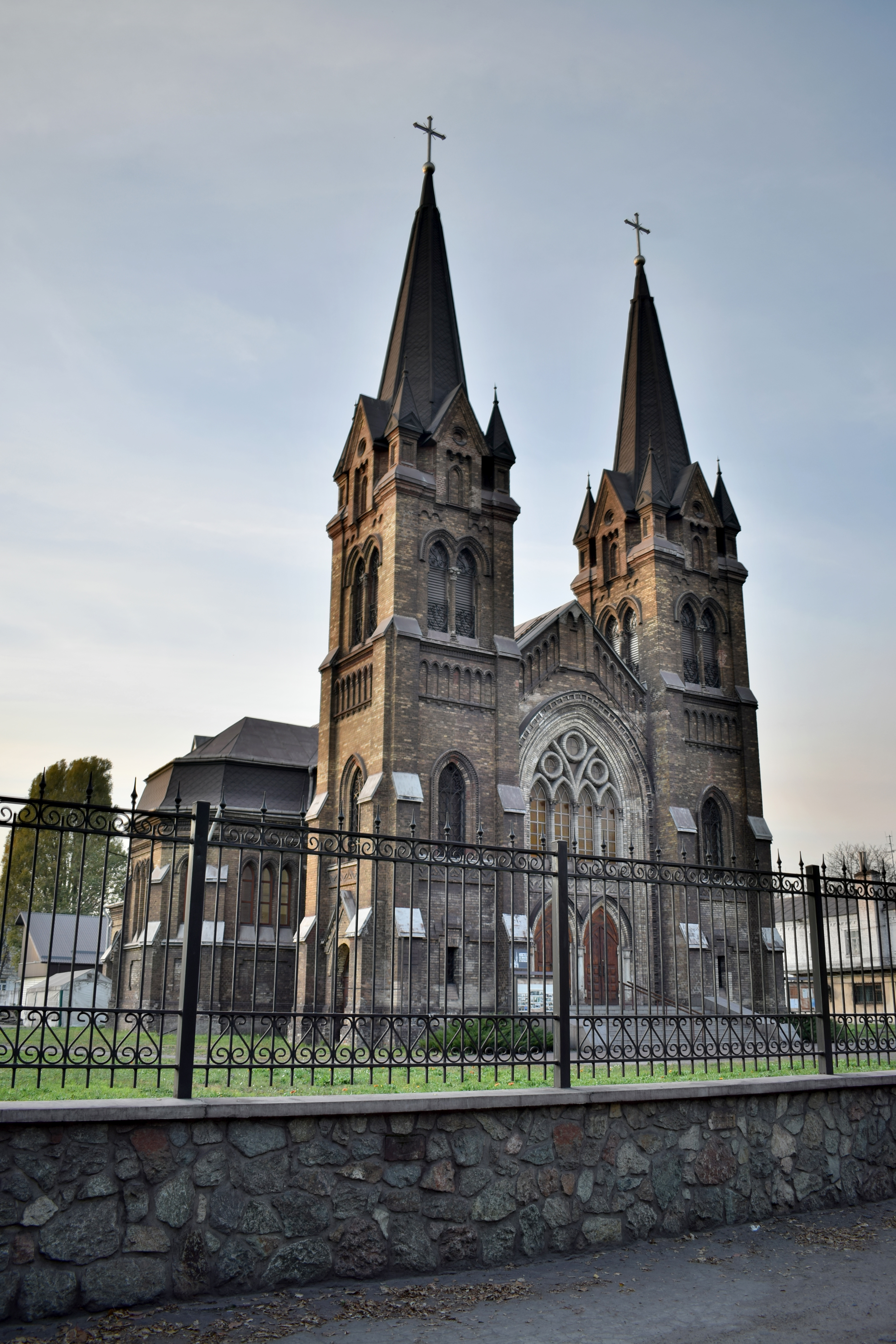
Iglesia católica de Kamianské

Kamianské cuenta con una variedad de instituciones educativas, incluyendo escuelas primarias, secundarias y superiores, destacando en este último grupo la Universidad Técnica Estatal de Dnieper. La ciudad también cuenta con una biblioteca pública, donde los residentes pueden acceder a una amplia variedad de libros y recursos educativos.

### Religión
La ciudad tiene varias iglesias ortodoxas orientales, la más grande de las cuales es la catedral de San Nicolás, que data de 1894. En 2018, había 22 parroquias de la Iglesia ortodoxa ucraniana en Kamianske.La iglesia católica de San Nicolás, construida por la comunidad polaca de la ciudad a finales del siglo XIX, se ha convertido en uno de los centros del catolicismo romano en el este de Ucrania. La parroquia católica de San Nicolás también incluye un monasterio regentado por los capuchinos.
La ciudad tiene una comunidad judía activa con una nueva sinagoga y un centro comunitario.

### Transporte

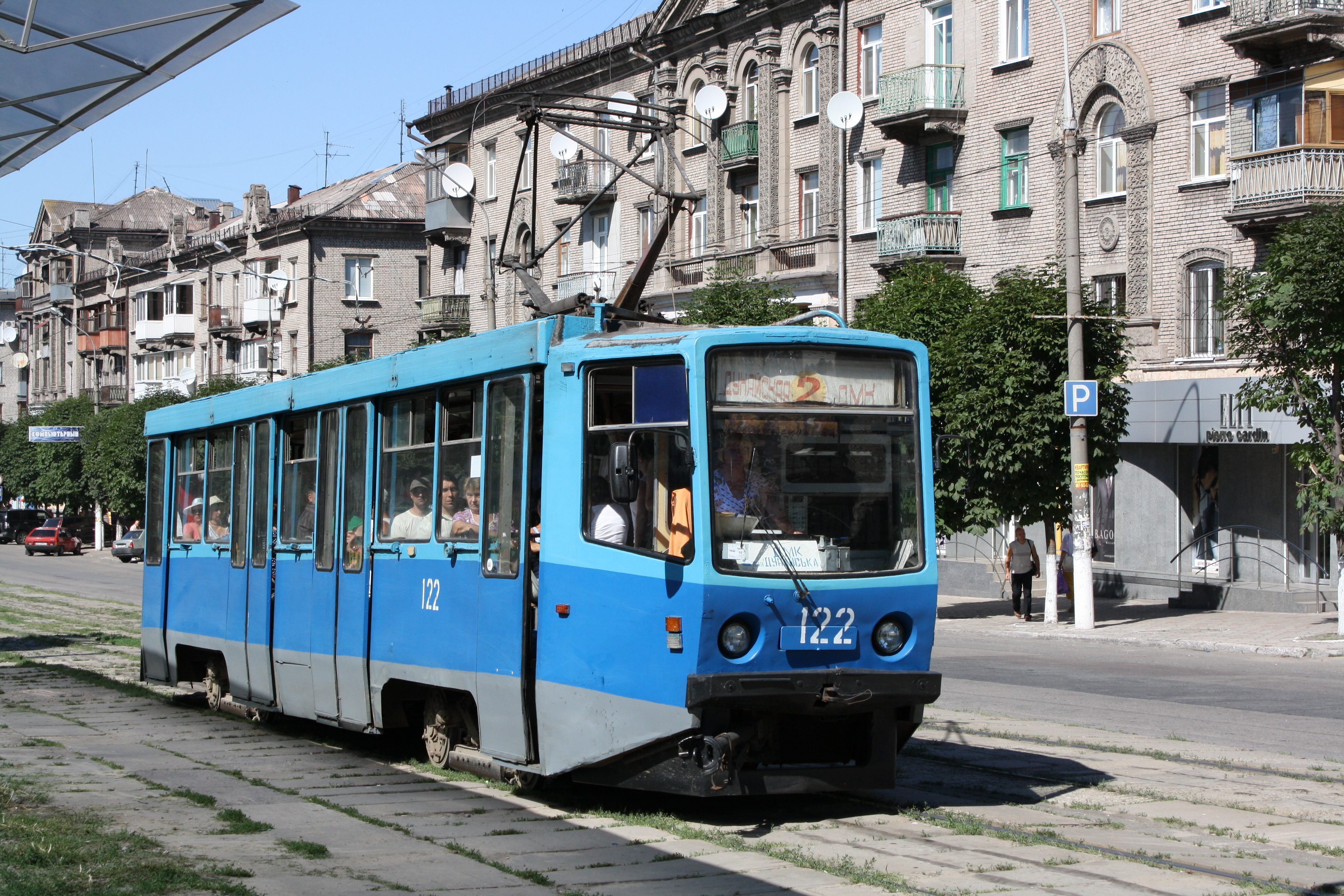
Tranvía en Kamianské

El transporte ferroviario desempeña un papel importante en la economía local. Kamianské cuenta con una estación de tren que conecta la ciudad con destinos en todo el país, lo que permite la distribución de productos y el movimiento de pasajeros de manera eficiente. Esta conexión ferroviaria ha sido históricamente esencial para la industria de la ciudad, especialmente para el transporte de productos de la planta siderúrgica local. Por la ciudad pasan la carretera nacional N08, que conecta con el Dnipró, y las carreteras regionales T-0412 y P80.
Situada a orillas del río Dniéper, Kamianské tiene acceso a una vía fluvial importante en Ucrania. El río Dniéper ha sido históricamente utilizado para el transporte de carga, incluyendo la exportación de productos de acero y otros bienes producidos en la ciudad. La ciudad cuenta con un puerto fluvial que facilita la navegación de barcazas y buques, contribuyendo a la economía de la región. 
Aunque Kamianské no cuenta con un aeropuerto internacional, la cercanía al Aeropuerto Internacional de Dnipró proporciona una opción de transporte aéreo para los residentes de la ciudad. Este aeropuerto brinda acceso a vuelos nacionales e internacionales.

## Cultura

### Arte
En Kamianské está el teatro académico de música y drama Lesya Ukrainka y el teatro-estudio “Décimo Cuarto”.

### Deportes
En 2015, el FC Stal Kamianské, equipo de fútbol de la ciudad, consiguió el ascenso a la máxima liga ucraniana, la Liga Premier de Ucrania, al alcanzar el segundo puesto en la Persha Liha (segunda división de Ucrania).

## Galería

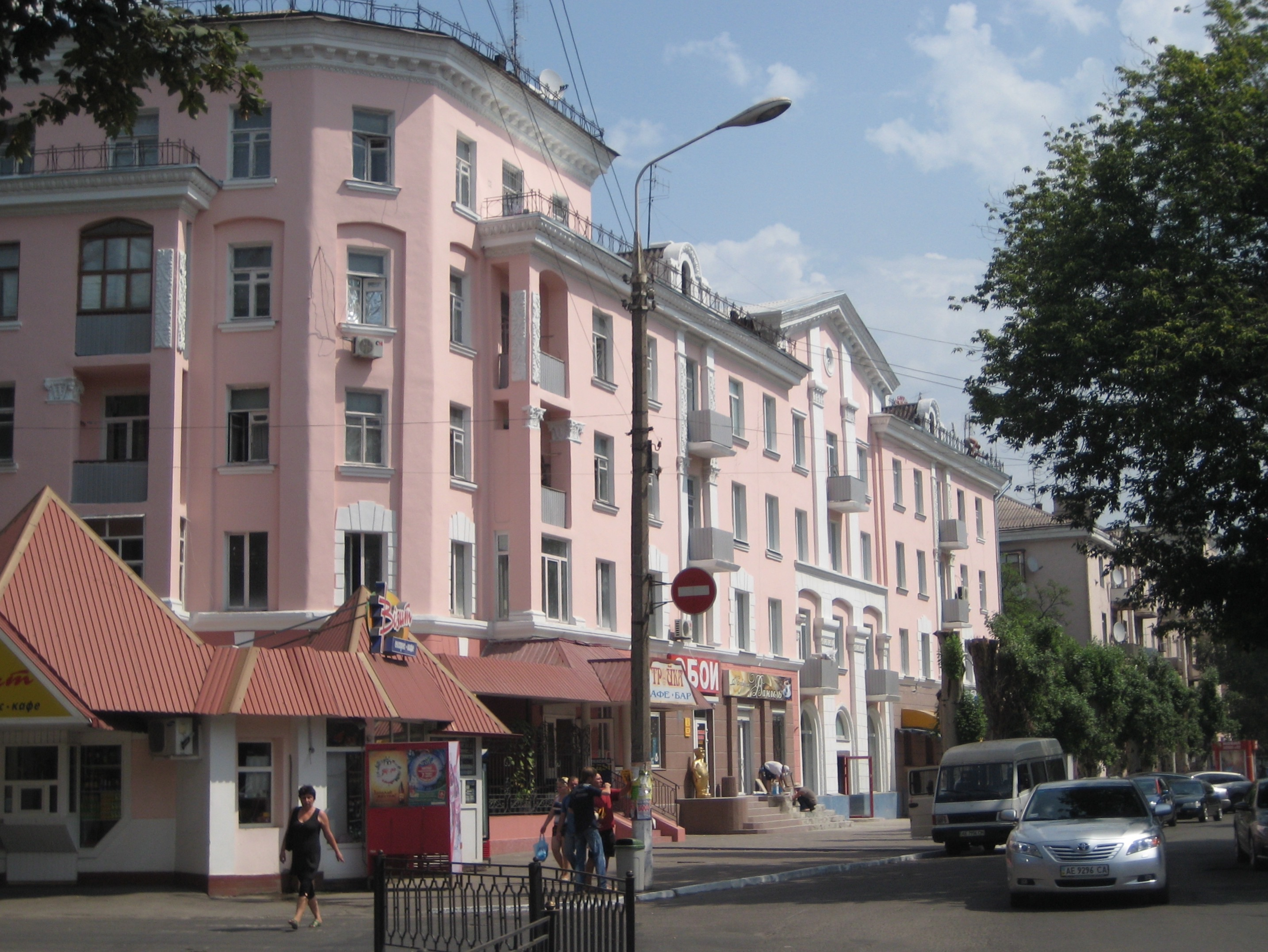
Centro de Kamianské
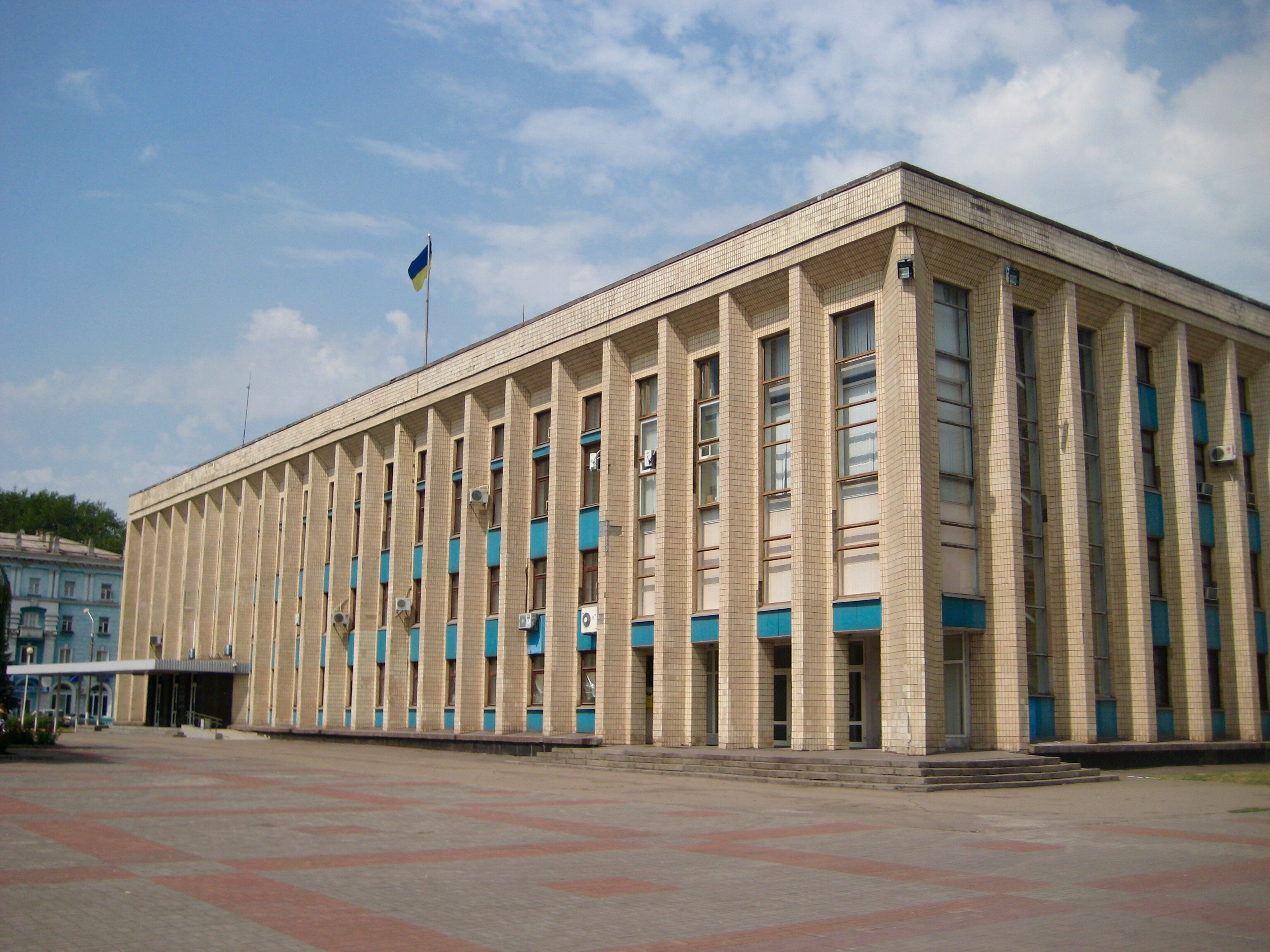
Ayuntamiento de Kamianské
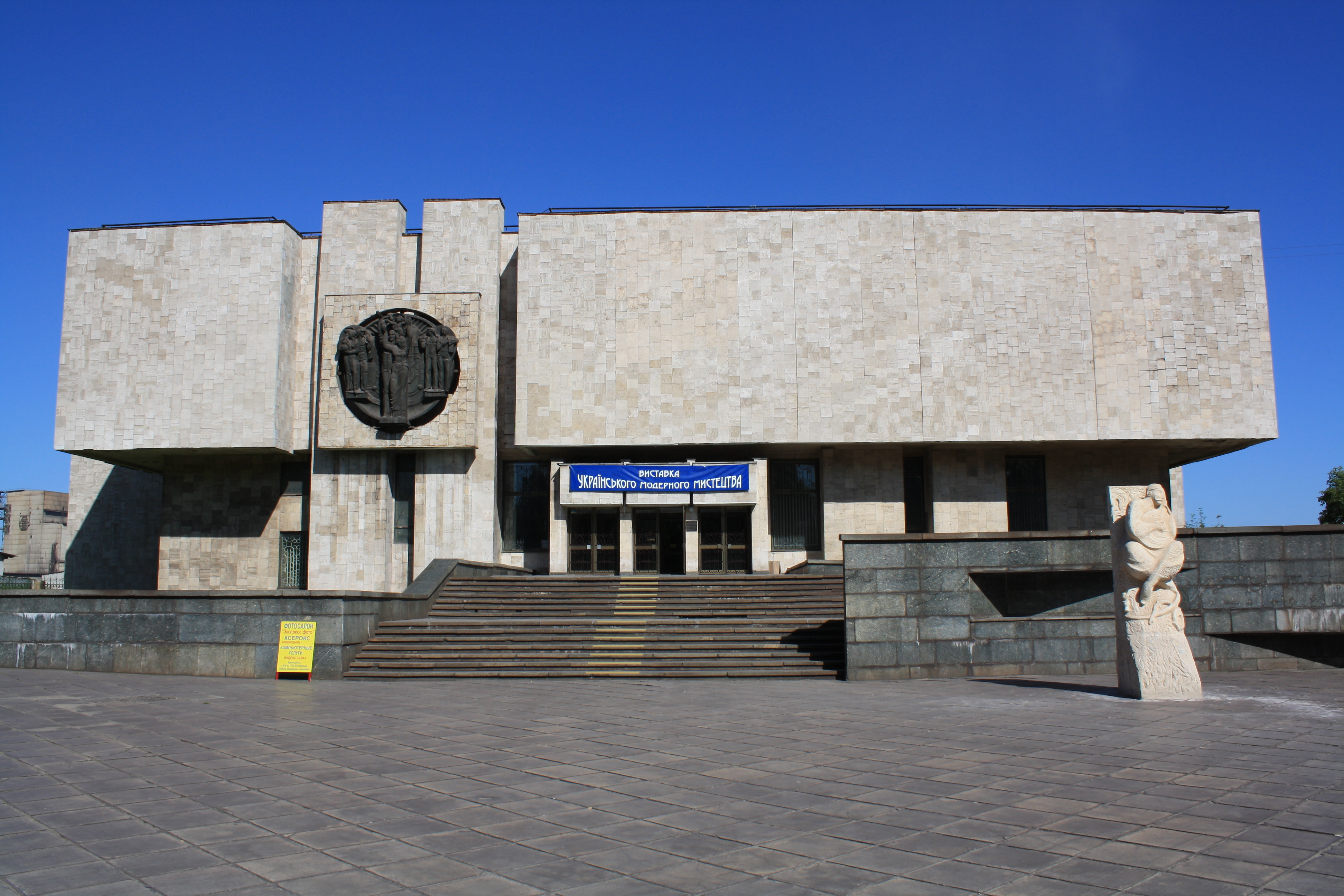
Museo local
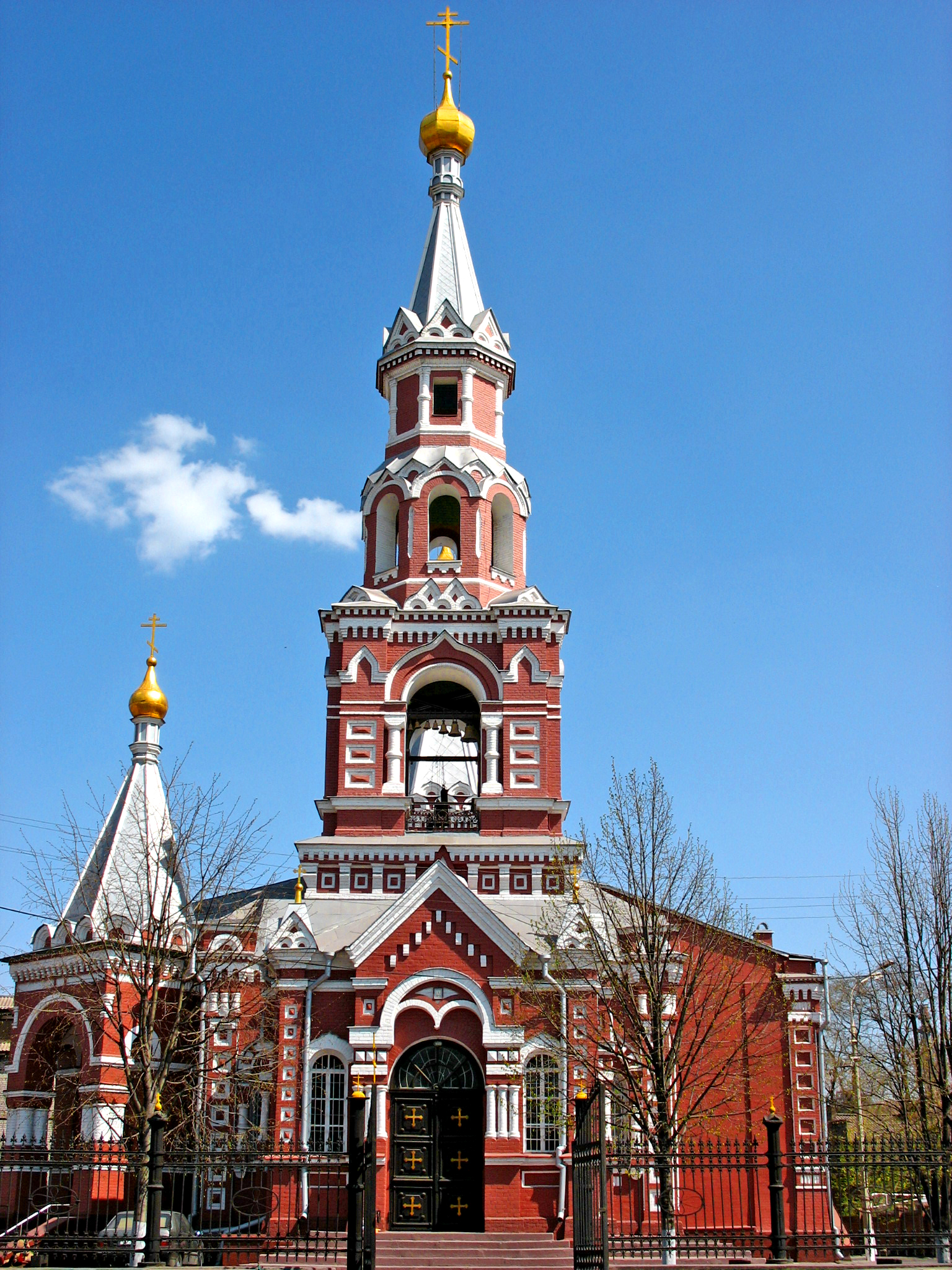
Iglesia ortodoxa de San Nicolás
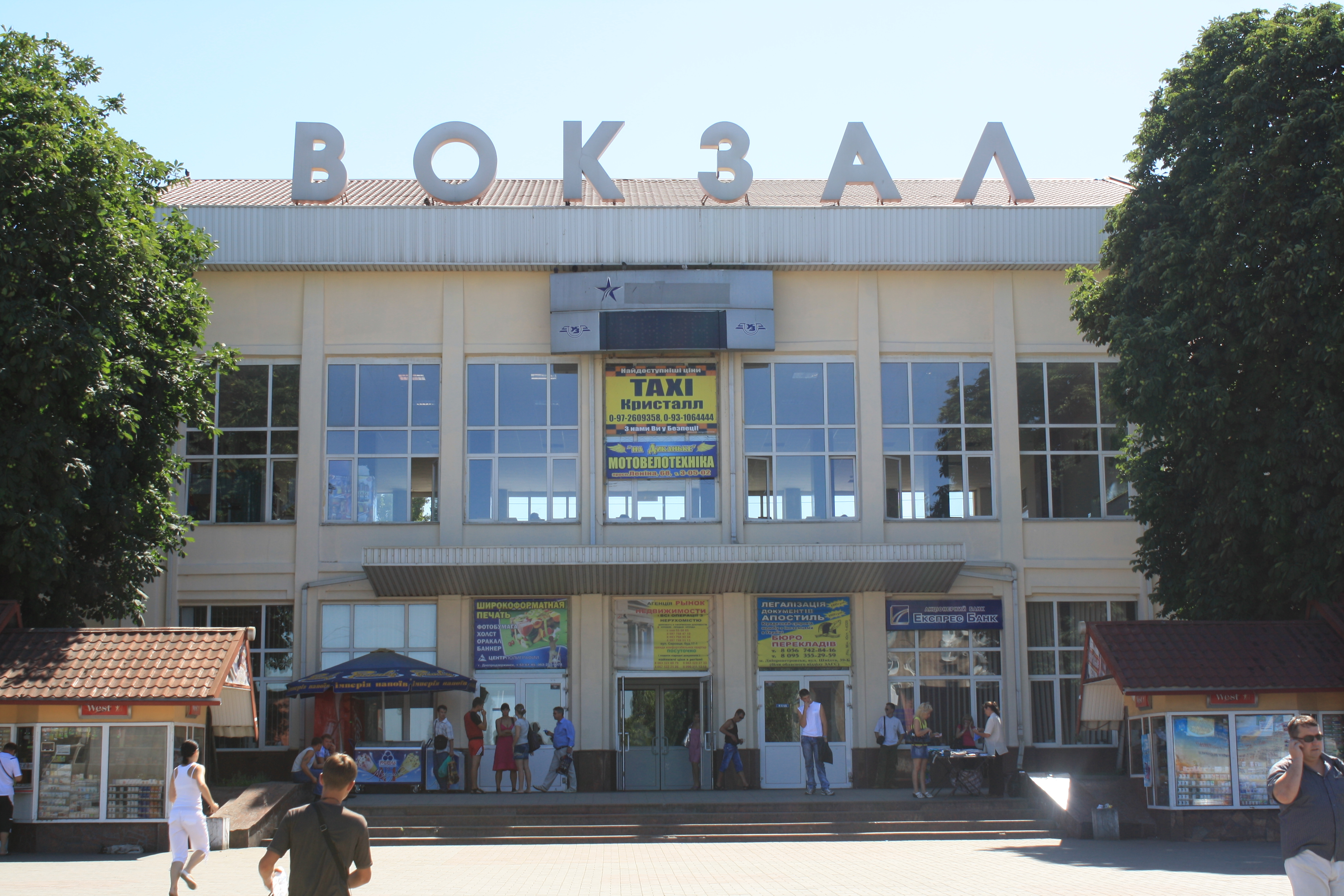
Estación de trenes de Kamianské

## Ciudades hermanadas
Kamianské está hermanada con las siguientes ciudades:
- Dresde, Sajonia, Alemania.
- Babruisk, Bielorrusia.
- Kielce, Polonia.
- Temirtau, Kazajistán.
- Alchevsk, Ucrania.